# Liste der Gedenktafeln im Bezirk Lichtenberg
Diese Seite gibt einen Überblick über Gedenktafeln in dem Berliner Bezirk Lichtenberg.
- Liste der Gedenktafeln in Berlin-Alt-Hohenschönhausen
- Liste der Gedenktafeln in Berlin-Falkenberg
- Liste der Gedenktafeln in Berlin-Fennpfuhl
- Liste der Gedenktafeln in Berlin-Friedrichsfelde
- Liste der Gedenktafeln in Berlin-Karlshorst
- Liste der Gedenktafeln in Berlin-Lichtenberg
- Liste der Gedenktafeln in Berlin-Malchow
- Liste der Gedenktafeln in Berlin-Neu-Hohenschönhausen
- Liste der Gedenktafeln in Berlin-Rummelsburg
- Liste der Gedenktafeln in Berlin-Wartenberg